# 陳增稔
陳增稔，順天府大兴县人，清朝官员。同進士出身。
嘉慶二十四年，登進士。道光十二年，接替張綬祖。署任江蘇荆溪縣知縣。后由彭靖接任。